# ルッパ
ルッパ（ノルウェー語: Loppa、北部サーミ語：Láhpi、クヴェーニ語：Lappean）は、ノルウェーのフィンマルク県にある基礎自治体。行政の中心はオクスフィヨルド村。1838年1月1日に設立され、1858年にハスヴィクが分かれた。面積は689平方キロメートル、人口は864人（2024年）。
県の最西端に位置し、大西洋に開かれたルップ海峡に面する。フィヨルドや島が多く、オクスフィヨルド氷河の表層部の雪が海岸線になっている。
住民の多くはオクスフィヨルドに住むが、他にも海岸沿いに小さなコミュニティーが広がる。比較的大きなものとしてはヌーヴスヴォーグ、サンドラン、ベルグスフィヨルド、ブリニレン、ルッパ島が挙げられるが、このうちルッパ島はかつて行政の中心であった。基礎自治体の名もここからとられた。空港はないが、オクスフィヨルドが沿岸急行船「フッティルーテン」の寄港地になっている。

## 紋章
紋章は1980年12月19日に国王の認可を得た。金色をベースに村のシンボルのカワウがデザインされている。